# Macroglossum stevensi
Macroglossum stevensi är en fjärilsart som beskrevs av Clark 1935. Macroglossum stevensi ingår i släktet Macroglossum och familjen svärmare. Inga underarter finns listade i Catalogue of Life.